# Garrett Fagan
Garrett G. Fagan (Dublino, 1963 – 11 marzo 2017) è stato uno storico irlandese con cittadinanza statunitense, conosciuto per le sue ricerche in numerosi ambiti della storia romana oltre che per il suo impegno contro la pseudoarcheologia.

## Biografia
Nato a Dublino nel 1963, Fagan ha studiato storia antica presso il Trinity College. Successivamente ha conseguito il dottorato di ricerca presso la McMaster University, in Canada. È stato, in seguito, il titolare della cattedra di Storia antica della Pennsylvania State University. È morto l'11 marzo 2017 dopo una breve e improvvisa malattia.